# Raúl Lizoain
Raúl Lizoain Cruz (ur. 27 stycznia 1991 w Las Palmas de Gran Canaria) – hiszpański piłkarz występujący na pozycji bramkarza w AD Alcorcón.